# Vampire (film, 2011)
Pour les articles homonymes, voir Vampire et Vampire (homonymie).
Pour plus de détails, voir Fiche technique et Distribution.
Vampire est un thriller américano-japonais écrit et réalisé par Shunji Iwai et sorti en 2011.

## Synopsis
"Simon est un jeune homme discret qui enseigne la biologie dans un lycée et n’hésite pas à aider ses élèves avec leurs problèmes personnels. Il s’occupe également de sa mère atteinte de la maladie d’Alzheimer. Mais d’un autre côté, Simon cherche à rencontrer par Internet des adolescentes souhaitant se suicider. Prétendant vouloir mourir lui-même, il organise des séances de suicides collectifs pour satisfaire son besoin obsessif de boire du sang"

## Distribution
- Kevin Zegers : Simon
- Keisha Castle-Hughes : Jellyfish
- Amanda Plummer : Helga
- Trevor Morgan : Renfield
- Adelaide Clemens : Ladybird
- Yū Aoi : Mina
- Kristin Kreuk : Maria Lucas
- Rachael Leigh Cook : Laura King
- Jodi Balfour : Michaela
- Ian Brown : Jack Hales
- R. Nelson Brown : Nick Williams
- Kyle Cameron : Abbot King
- Samuel Patrick Chu : Brian
- Dustin Eriksen : Gargoyle
- Herod Gilani : Eclipse
- Teach Grant : Morgan Hoffman
- Katharine Isabelle : Lapis Lazuli
- Chad Krowchuk : Polidori
- Paul Piaskowski : Gallows
- Mandy Playdon : Stella Snyder
- Ryan Robbins : Kevin Grant
- Klodyne Rodney : Cashier
- Gerry Rousseau : Scott Adams
- Gale Van Cott : Nurse Ray